# Сверре Нюпан
Све́рре Га́лсет Ню́пан (норв. Sverre Halseth Nypan; нар. 19 грудня 2006) — норвезький футболіст, півзахисник англійського клубу «Манчестер Сіті», який на правах оренди виступає за «Мідлсбро».

## Клубна кар'єра

### «Русенборг»
В січні 2022 року підписав свій перший професіональний контракт з «Русенборгом». У квітні того ж року уклав з клубом новий контракт, після чого був переведений до основного складу команди.
6 листопада 2022 року дебютував за «Русенборг» в матчі Елітесеріен проти «Єрва». У віці 15 років і 322 днів став наймолодшим гравцем в історії «Русенборга», побивши рекорд Йона Гоу Сетера. Вийшовши з перших хвилин гри, він також побив рекорд Ули Бю Рісе 1977 року, як наймолодший гравець клубу, що вийшов у стартовому складі.
13 травня 2023 року в поєдинку Елітесеріен проти «Буде-Глімта» забив свій перший гол за «Русенборг». Таким чином він став наймолодшим (16 років і 145 днів) автором голу «Русенбога» в матчі чемпіонату Норвегії. 3 серпня 2023 року дебютував в єврокубках в матчі другого кваліфікаційного раунду Ліги конференцій УЄФА проти «Крузейдерс», відзначившись результативною передачею. У вересні 2023 року підписав новий контракт із клубом. 11 жовтня 2023 року англійська газета The Guardian назвала його одним з 60-ти найкращих футболістів світу 2006 року народження. Всього в сезоні 2023 провів 23 матчі і забив 5 голів.
21 серпня 2024 року в матчі Елітесеріен проти «Ліллестрема» оформив хет-трик.

### «Манчестер Сіті»
17 липня 2025 року перейшов в англійський клуб «Манчестер Сіті», підписавши п'ятирічний контракт. Сума трансферу становила 12,5 млн фунтів стерлінгів, що стало найдорожчим продажем в історії «Русенборга».

#### Оренда в «Мідлсбро»
19 серпня 2025 року відправився в сезонну оренду в «Мідлсбро».

## Кар'єра в збірній
Виступав за збірні Норвегії до 15, до 16, до 17, до 18 і до 19 років. У серпні 2024 року отримав виклик до збірної Новрегії до 21 року, за яку в підсумку дебютував 6 вересня в матчі проти збірної Латвії.

## Статистика виступів
Станом на 24 травня 2025
| Клуб              | Сезон             | Чемпіонат         | Чемпіонат | Чемпіонат | Кубок | Кубок | Кубок ліги | Кубок ліги | Єврокубки | Єврокубки | Інші  | Інші | Всього | Всього |
| Клуб              | Сезон             | Дивізіон          | Матчі     | Голи      | Матчі | Голи  | Матчі      | Голи       | Матчі     | Голи      | Матчі | Голи | Матчі  | Голи   |
| ----------------- | ----------------- | ----------------- | --------- | --------- | ----- | ----- | ---------- | ---------- | --------- | --------- | ----- | ---- | ------ | ------ |
| Русенборг         | 2022              | Елітесеріен       | 2         | 0         | 0     | 0     | —          | —          | —         | —         | —     | —    | 2      | 0      |
| Русенборг         | 2023              | Елітесеріен       | 23        | 5         | 2     | 0     | —          | —          | 3         | 0         | —     | —    | 28     | 5      |
| Русенборг         | 2024              | Елітесеріен       | 28        | 8         | 2     | 0     | —          | —          | —         | —         | —     | —    | 30     | 8      |
| Русенборг         | 2025              | Елітесеріен       | 9         | 1         | 1     | 0     | —          | —          | —         | —         | —     | —    | 10     | 1      |
| Русенборг         | Всього            | Всього            | 62        | 14        | 5     | 0     | 3          | 0          | 0         | 0         | 0     | 0    | 70     | 14     |
| Манчестер Сіті    | 2025–26           | Прем'єр-ліга      | 0         | 0         | 0     | 0     | 0          | 0          | 0         | 0         | 0     | 0    | 0      | 0      |
| → Мідлсбро        | 2025–26           | Чемпіоншип        | 0         | 0         | 0     | 0     | 0          | 0          | —         | —         | 0     | 0    | 0      | 0      |
| Всього за кар'єру | Всього за кар'єру | Всього за кар'єру | 62        | 14        | 5     | 0     | 3          | 0          | 0         | 0         | 0     | 0    | 70     | 14     |

1. ↑  Матчі в Лізі конференцій УЄФА

## Досягнення
Особисті
- Молодий гравець року Елітесеріен (2): 2023, 2024